# Il ballo della vita
Il ballo della vita (traducible al español como: El baile de la vida) es el primer álbum de estudio de la banda italiana Måneskin, lanzado el 26 de octubre de 2018 bajo la distribución de Sony Music y RCA Records. Todas las canciones del disco fueron escritas por el vocalista de la agrupación, Damiano David, y tratan temas como la libertad de expresión o perder el miedo a ser diferente. El álbum abarca principalmente los géneros pop rock con ciertos elementos funk y glam rock, además de tener canciones tanto en italiano como en inglés.
Il ballo della vita fue un éxito comercial en Italia, donde lideró su lista semanal de los álbumes más vendidos y recibió múltiples discos de platino. También ingresó al top 20 en otros países como Austria, Bélgica, Croacia, Finlandia, los Países Bajos y Polonia. Para la promoción del disco, fue grabado un documental titulado This Is Måneskin que mostraba el proceso de grabación, a lo que le siguió una gira por Europa. Asimismo, fueron lanzados cinco sencillos, cuatro en italiano y uno en inglés. Entre ellos destaca «Torna a casa», que alcanzó la primera posición en la lista de éxitos semanales de Italia y obtuvo varios discos de platino.

## Descripción
En una entrevista con The Upcoming, Måneskin dijo que el álbum estaba influenciado por Led Zeppelin, Arctic Monkeys, Harry Styles, Red Hot Chili Peppers y Bruno Mars. Al igual que Chosen (2017), Il ballo della vita tiene un sonido pop rock con elementos del funk, reggae y ska. Su título fue descrito por la banda como «una celebración de la juventud y la libertad». La mayoría de las canciones se narran desde la perspectiva de una musa ficticia apodada «Marlena», que, según la banda, es «una mujer que representa la belleza y el mensaje que queremos comunicar: un mensaje de libertad de expresión, de actitud, del estilo al que hemos querido darle cara, un nombre y una voz». Para Damiano David, vocalista de la banda, es también «la personificación del miedo de no poder ser uno mismo. El hombre representa seguridad en sí mismo, como un padre o un hermano mayor, y toma a esta mujer en una situación objetivamente incómoda para convertirla en una mejor versión de sí misma; no cambiándola, sino haciendo que se acepte a sí misma y a sus aspiraciones». El álbum contiene un total de doce canciones, de las cuales siete son en italiano y cinco en inglés.

## Rendimiento comercial
En 2018, Il ballo della vita debutó en la primera posición de la lista de álbumes más vendidos en Italia y logró la certificación de triple disco de platino por vender 150 mil unidades en el país. El álbum gozó de amplio éxito en dicho territorio y fue el quinto más vendido de 2018, así como el vigésimo séptimo de 2019, además de permanecer por más de cien semanas dentro del conteo. El único otro país donde logró ingresar al conteo semanal fue Suiza, donde debutó en el puesto 27. Tras la victoria de Måneskin en el Festival de la Canción de Eurovisión 2021, el álbum ingresó a las listas de numerosos países de Europa; alcanzó el puesto catorce en Austria, el cinco en Croacia y Finlandia, el siete en Bélgica y los Países Bajos, y el nueve en Polonia.

## Promoción
Simultáneamente con el lanzamiento del álbum, en octubre de 2018 fue publicado un documental titulado This Is Måneskin, que mostró el proceso de grabación y aspectos personales de la vida de los integrantes de la banda. A ello le siguió una gira por Europa que visitó países como Alemania, Bélgica, España, Francia y el Reino Unido, para la que se agotaron un total de 70 conciertos y se vendieron cerca de 140 mil entradas.
Por otra parte, de Il ballo della vita fueron publicados un total de cinco sencillos, cuatro en italiano y uno en inglés. Los sencillos en italiano fueron un éxito en Italia; «Morirò da re» alcanzó el segundo puesto de su lista semanal de éxitos, «Torna a casa» logró el primer lugar, «L'altra dimensione» el sexto y «Le parole lontane» el quinto.

## Lista de canciones
- Edición estándar

| Il ballo della vita |                               |                                        |          |  |
| N.º                 | Título                        | Escritor(es)                           | Duración |  |
| 1.                  | «New Song»                    | Damiano David                          | 3:33     |  |
| 2.                  | «Torna a casa»                | David                                  | 3:50     |  |
| 3.                  | «L'altra dimensione»          | David                                  | 2:06     |  |
| 4.                  | «Sh*t Blvd»                   | David                                  | 3:22     |  |
| 5.                  | «Fear for Nobody»             | David                                  | 2:30     |  |
| 6.                  | «Le parole lontane»           | David                                  | 3:25     |  |
| 7.                  | «Immortale» (con Vegas Jones) | David, Matteo Privitera y Luigi Florio | 2:31     |  |
| 8.                  | «Lasciami stare»              | David                                  | 2:49     |  |
| 9.                  | «Are You Ready?»              | David                                  | 2:34     |  |
| 10.                 | «Close to the Top»            | David                                  | 2:18     |  |
| 11.                 | «Niente da dire»              | David                                  | 2:36     |  |
| 12.                 | «Morirò da re»                | David                                  | 2:37     |  |
| 34:11               |                               |                                        |          |  |

## Posicionamiento en listas

### Semanales
| País              | Lista                        | Mejor posición |
| ----------------- | ---------------------------- | -------------- |
| Alemania          | German Albums Chart          | 37             |
| Austria           | Austrian Albums Chart        | 14             |
| Bélgica (Flandes) | Ultratop 200 Albums          | 7              |
| Bélgica (Valonia) | Ultratop 200 Albums          | 19             |
| Croacia           | Croatian Top 40 Albums Chart | 5              |
| España            | Spanish Albums Chart         | 35             |
| Finlandia         | Finnish Albums Chart         | 5              |
| Italia            | Italian Albums Chart         | 1              |
| Lituania          | Lithuanian Albums            | 2              |
| Noruega           | Norwegian Albums Chart       | 20             |
| Países Bajos      | Dutch Albums Top 100         | 7              |
| Polonia           | Polish Albums Chart          | 9              |
| Suecia            | Swedish Albums Chart         | 27             |
| Suiza             | Swiss Albums Chart           | 15             |

### Anuales
| País   | Lista                | Mejor posición |      |      |      |      |      |
| 2018   | 2018                 | 2018           | 2018 | 2018 | 2018 | 2018 | 2018 |
| ------ | -------------------- | -------------- | ---- | ---- | ---- | ---- | ---- |
| Italia | Italian Albums Chart | 5              |      |      |      |      |      |
| 2019   |                      |                |      |      |      |      |      |
| Italia | Italian Albums Chart | 27             |      |      |      |      |      |

### Certificaciones
| Territorio | Organismo certificador | Certificación | Ventas certificadas | Ref.  |
| ---------- | ---------------------- | ------------- | ------------------- | ----- |
| Italia     | FIMI                   | 3× Platino    | 150 000             | [ 7 ] |

## Premios y nominaciones
| Año  | Premiación        | Categoría   | Resultado | Ref.   |
| ---- | ----------------- | ----------- | --------- | ------ |
| 2019 | SEAT Music Awards | Mejor Álbum | Ganador   | [ 25 ] |